# Man About Town
Man About Town (frei übersetzt Ein Mann von Welt) ist eine US-amerikanische Filmkomödie von Mike Binder aus dem Jahr 2006. Die Hauptrollen in dieser dramatischen Komödie spielen Ben Affleck, Rebecca Romijn und John Cleese.

## Handlung
Der erfolgreiche Hollywood-Agent Jack Giamoro scheint alles zu besitzen, wovon viele nur träumen können, er ist beruflich erfolgreich, hat ein großes Haus, jede Menge Geld und eine wunderschöne Frau an seiner Seite. Auch mit seinen Kollegen versteht er sich gut. Trotzdem hat er das Gefühl, dass ihm etwas fehlt, was sein Leben bereichert und erfüllt.
Um seine Gedanken zu ordnen, belegt er an der örtlichen Universität einen Kurs zum Thema Tagebuchschreiben. Geführt wird der Kurs von einem hochnäsigen britischen Professor namens Dr. Primkin. Die Absolventen sollen erreichen, ihre persönlichsten Gedanken über sich selbst und das eigene Leben aufzuschreiben und so herauszufinden, wer man selbst ist. Nach anfänglichem Zögern beginnt Jack damit Eintragungen in sein Tagebuch zu machen, zunächst mehr oberflächlich, nach und nach vertraut er seinem Tagebuch dann all seine Gefühle und Geheimnisse an. So schreibt er, dass er glaube, dass seine Frau ihn betrügt, zweifelt an der Größe seines Penis’, auch schreibt er nieder, dass er glaube, dass sein Vater, den er aufgrund eines erlittenen Schlaganfalls pflegt, ihn hasst. Auch notiert er alle möglichen sensibeln Geschäftsinformationen darüber, wie seine Kollegen auf illegale Weise an ihre jeweilige Talentagentur gelangt sind. Dadurch erfährt er auch einiges über sich selbst. Sein Leben und auch seine Ehe verändern sich dadurch und er erkennt, dass er sich in der Vergangenheit nicht genug um seine große Liebe gekümmert und bemüht hat. Doch bevor er dies noch ändern kann erfährt er, dass seine Vermutung hinsichtlich seiner Frau Nina stimmen und sie ihn ausgerechnet mit seinem besten Kunden, der ziemlich prominent ist, betrügt.
Als Jack einen Typen und dessen Freundin verärgert, indem er es ablehnt, die ihm offerierten Drehbücher zu lesen, brechen sie in sein Haus ein, verprügeln ihn und, was noch schlimmer ist, stehlen sein Tagebuch. Jack muss damit rechnen, dass sie planen, einen Enthüllungsartikel in der Boulevard-Presse zu verbreiten. Ihm ist sofort klar, dass eine Veröffentlichung ihn beruflich ruinieren könnte. Das Buch enthält teils ziemlich intime Informationen über sein Leben. In den falschen Händen könnte es durchaus viel Unheil anrichten. 
Es kostet Jack und ehemalige Mitglieder seiner Firma viel Mühe, sein Eigentum zurückzubekommen. Chaos ist vorprogrammiert ebenso wie alle möglichen Tricks. Die Journalistin Barbi Ling, eine schmierige Reporterin, spielt eine wichtige Rolle in diesem Desaster. Sie ist es, die den Überfall und den Diebstahl von Jacks Tagebuch in Auftrag gegeben hat.

## Produktion

### Dreharbeiten, Kosten
Der Film wurde in Los Angeles und in Vancouver gedreht. Die Produktionskosten betrugen schätzungsweise 10 Millionen US-Dollar. Produziert wurde der Film von Media 8 Entertainment, Sunlight Productions und Man About Town Films Inc. sowie Greentrees Films und FilmBudget.com.

### Soundtrack
- Our Lips Are Sealed von Terrence Edward Hall und Jane Wiedlin; Performance Fredo Viola
- The Sad Song von Fredo Viola; Performance Fredo Viola
- Cucurrucucú paloma von Tomás Méndez; Performance Fredo Viola
- Red States von Fredo Viola; Performance Fredo Viola
- I Got It von John Krauter und Robert Harlow; Performance The Go
- Basic Instinct von Jerry Goldsmith

### Synchronisation, Veröffentlichung, Bruttoertrag
| Figur            | Darsteller          | Deutscher Sprecher    |
| ---------------- | ------------------- | --------------------- |
| Jack Giamoro     | Ben Affleck         | Peter Flechtner       |
| Nina Giamoro     | Rebecca Romijn      | Claudia Lössl         |
| Dr. Primkin      | John Cleese         | Thomas Danneberg      |
| Arlene Kreiner   | Gina Gershon        | Kathrin Simon         |
| Phil Balow       | Adam Goldberg       | Manuel Straube        |
| Alan Fineberg    | Kal Penn            | Pascal Breuer         |
| Brynn Lilly      | Amber Valletta      | Solveig Duda          |
| Morty            | Mike Binder         | Pierre Peters-Arnolds |
| Ben Giamoro      | Howard Hesseman     | Reinhard Brock        |
| Barbi Ling       | Bai Ling            | Elisabeth von Koch    |
| Lucky Reynolds   | Damien Dante Wayans | Dietmar Wunder        |
| Zahnarzthelferin | Angela Moore        | Tatjana Pokorny       |

Seine Weltpremiere hatte der Film am 7. Februar 2006 auf dem Santa Barbara Film Festival. Am 8. Juni 2006 wurde er in den Niederlanden veröffentlicht, am 9. Juni 2006 in Spanien, am 16. Juni 2006 in der Türkei, am 3. August 2006 in Russland, am 24. August 2006 in Portugal, am 31. August 2006 in Australien und am 23. September hatte er DVD-Premiere in Griechenland. Im Jahr 2006 wurde er des Weiteren erstmals in folgenden Ländern veröffentlicht: Belgien, Thailand und Mexiko, im Jahr 2007 in Israel und Panama. DVD-Premiere hatte er 2007 in den Vereinigten Staaten, in Ungarn und in Island. In Argentinien wurde er im Oktober 2007 erstmals im Fernsehen gezeigt. Im Vereinigten Königreich sowie in Schweden und Finnland erschien er 2008 auf DVD. In Italien war er erstmals im Juli 2008 verfügbar, während er in Argentinien im November 2009 DVD-Premiere hatte. In Japan erschien er im April 2011 auf DVD. Weitere Veröffentlichungen erfolgten in Bosnien und Herzogewina, in Brasilien, Bulgarien, Kanada, China, Ecuador, Frankreich, Indien, Litauen, Polen, Slowenien, Ukraine und im Vereinigten Königreich.
In Deutschland kam der Film nicht ins Kino, sondern wurde am 22. Juni 2006 erstmals auf DVD veröffentlicht. Constanin Film veröffentlichte ihn am 13. Juli 2006 mit einer deutschen Tonspur auf DVD. Im Fernsehen erfolgte eine Erstausstrahlung am 10. Januar 2009 im Programm des Senders SAT 1.
Der Bruttoertrag des Films lag bei circa 1.165.186 Dollar.

## Kritik
Das Lexikon des internationalen Films schrieb, die Komödie sei „gut besetzt“, jedoch nicht „überzeugend gespielt“. Sie wolle „die Eitelkeiten des Showbiz auf die Schippe nehmen“, aber lasse „jeden Biss vermissen“.
David Nusair schrieb auf der Seite Reel Film Reviews, der Film wirke „überreizt“, „geistlos“ und „melodramatisch“, daher sei es nicht schwer zu verstehen, warum er in Nordamerika lediglich als Heimvideo erschienen sei, auch wenn er voller bekannter Gesichter (darunter Ben Affleck und John Cleese) sei. Er sei schlichtweg langweilig. Man About Town weise mehr als nur eine flüchtige Ähnlichkeit mit dem thematisch ähnlichen (und weitaus besserem Film) Jerry Maguire auf, was seinen Status als völlig überflüssiges Werk nur zementiere.
D. Helmink von der Cinemagazine Redaktion konnte dem Film nicht viel abgewinnen und bemängelte, dass er sich von einem Beziehungsdrama in eine alberne Komödie verwandle. Die Journalistin sei eine Dramaqueen im Minirock, Jack laufe mit riesigen weißen Vorderzähnen herum und seine Kollegen würden plötzlich zu fanatischen Karatekämpfern. Es scheine, als könne sich Regisseur Mark Binder nicht zwischen den beiden Genres entscheiden, was kein kluger Schachzug sei. Für Komödienfans sei der Film langweilig, und wer eine ernste Geschichte bevorzuge, werde sich fragen, was der Sinn all der lahmen Witze sei. Ben Affleck sei sowohl äußerlich als auch charakterlich perfekt für diese Rolle. Er sei etwas steif und arrogant, ganz wie der von ihm gespielte Geschäftsmann Jack. Trotzdem gelinge es ihm nicht, seiner Figur Tiefe zu verleihen. Die beste Rolle gebühre John Cleese. Er sei als John Lehrer der einzige, der wirklich lustig sei. Empfehlenswert sei der Film mit dieser Besetzung nicht.
Auf der Seite Comeuppance Reviewd wurde ausgeführt, dass die ersten 40 Minuten des Films ganz ordentlich seien, Affleck und Romijn großartig und die Chemie zwischen stark. Dann falle die Handlung allerdings auseinander, und zwar schnell. Die Nebenhandlung mit dem Tagebuchunterricht/Raub funktioniere einfach nicht. Hätte man diese Szenen herausgeschnitten und sich auf die Untreue konzentriert, wäre der Film stärker geworden, hieß es weiter. Wahrscheinlich sei der Film wegen seines uneinheitlichen Tons direkt auf Video veröffentlicht worden. Es handle sich um keine richtige Komödie, sondern eher um ein Drama. Zwar sei der Höhepunkt unterhaltsam, aber vorhersehbar und wirke zudem übereilt. Gut seien die Nebendarsteller unter denen John Cleese als Jacks Lehrer hervorsteche.
Adriano Ercolani beschäftigte sich bei Comingsoon mit dem Film und meinte, dieser Film von Binder könne seinen früheren Werken nicht das Wasser reichen. Die Handlung habe zwar die Grundlage für eine bissige Komödie über die Welt der Stars geboten, Binder habe sie jedoch verspielt, indem er die erklärte Absicht des Films von Anfang an klar mache, nämlich dem Protagonisten Ben Affleck eine Hauptrolle in einem seriösen Film zu geben, in dem er endlich sein Talent als kultivierter, mit subtilen Nuancen arbeitender Schauspieler unter Beweis stellen könne. Leider scheitere dieser Versuch, nicht so sehr, weil Affleck sich erneut als schauspielerisch nicht besonders begabt erweise, sondern vor allem, weil das Drehbuch eine Reihe überstrapazierter Situationen herunterspiele, die keinen klaren Erzählstrang aufbauten. So bewege sich der Film in mehrere, unzusammenhängende Richtungen und präsentiere dem Zuschauer eine Reihe unvollendeter Handlungsstränge, die weder die Geschichte noch den Ton des Films beeinflussten. Il diario di Jack sei ausgefranst und ohne klaren dramatischen Fokus.
Christopher Armstead bewertete den Film auf der Seite Film Critics United und meinte eingangs, er möge Ben Affleck. Trotzdem finde er, dass Mike Binders neue Komödie Man About Town eine miese Komödie, eine miese Chrakterstudie und ein mieses Beziehungsdrama sei. Der Grund dafür liege in erster Linie darin, dass Ben Affleck und Rebecca Romijn keine guten Schauspieler seien. Der Film setze zu stark auf Slapstick und visuelle Gags und werde als reine Komödie präsentiert, wobei ein Großteil des Humors nicht rüberkomme. Es helfe auch nicht, dass Afflecks Jack Giamoro kein Mitgefühl von seinem Publikum bekomme, da er ganz sicher ein Arsch sei, und man frage sich, warum er sich selbst kennenlerne wolle, denn garantiert werde ihm nicht gefallen, was er finde.
W.L. Swarts führte bei W.L. Swarts’s Universe aus, dass der Film ordentliche Schauspielleistungen, eine gute Handlung und interessante Charaktere sowie ein ausgezeichnetes Tempo biete. Schlecht sei, dass dies von Affleck keine originelle Leistung sei und den anderen Schauspielern nicht genug Raum gegeben worden sei. Wesentlich sei jedoch, dass der Film mit einer starken, wenn auch unterforderten Besetzung und einer guten, wenn auch dürftigeren Leistung von Ben Affleck überrasche, aber dennoch ein intelligentes Drama über Selbstbeobachtung und Erpressung sei.
Vince Leo rezensierte den Film bei Qwipster’s Reviews und verwies auf den vorherigen Film des Regisseurs Mike Binder, The Upside of Anger, der einer der besten des Jahres 2005 gewesen sei und sowohl genügend witzige wie auch tiefgründige Momente geboten habe, um ihn für einige Zeit zu einer der größten Komödianten Hollywoods werden zu lassen. Leider fehle Binders Nachfolgefilm Man About Town fast alles, was Upside zum Erfolg gemacht habe. Mit einer uninteressanten Prämisse, lückenhaftem Schauspiel und einem uneinheitlichen Ton wirke der Film überwältigend träge und erreiche nie wirklich die Substanz, die Binder ihm eindeutig zutraue. Für einen Film über eine Talentagentur sei Man About Town eine überraschende Talentverschwendung, nicht nur für Binder, sondern auch für die meisten der sympathischen Darsteller. Leider versuche Binder, die Grenze zwischen Philosophie und Farce, Satire und Slapstick zu beschreiten, und mit so vielen gegensätzlichen Handlungselementen mache die unausgewogene Stimmung den Film schließlich zu einem potenziell intelligenten Unterhaltungsstück.
Giancarlo Zappoli befasste sich für MyMovies mit dem Film und schrieb, der Film, der in Italien eine Sommerpause gefüllt habe, sei in den USA trotz Ben Afflecks Hauptrolle direkt auf Video erschienen. Der Grund werde nach etwa zwanzig Minuten Vorführung klar: Binder hätte einen Agenten gebraucht, der ihm einen guten Drehbuchautor hätte empfehlen können. Hin und wieder sei es beim Schreiben gut, innezuhalten und darüber nachzudenken, welche Art von Film man machen wolle. In diesem Fall sei das nicht passiert.
Die Rezension von Stefano Coccia für Movieplayer war vor allem für den Hauptdarsteller nicht sehr schmeichelhaft. Coccia schrieb, der Film versuche, das enorme Ego eines ausgesprochen selbstgefälligen Protagonisten zu ergründen, seine Widersprüche aufzuzeigen und gleichzeitig durch die Klischees einer brillanten Komödie Licht auf die inneren Abläufe eines erfolgreichen Unternehmens zu werfen. Ein Grund, sich den Film anzusehen, sei vor allem Rebecca Romjin, dem schönen Model mangele es wahrlich nicht an Charme, der mit den Jahren sogar noch zugenommen habe. Schade sei nur, dass der Hauptprotagonist des Films Ben Affleck sei. Mit seinem ermüdend zwinkernden Gesichtsausdruck sei der amerikanische Star wie geschaffen für eine angestrengte, um Grunde fade Komödie, die trotz der Bemühungen der Autoren, die Handlung aufzulockern, nur sehr wenig Spannung biete.
Die Redaktion des Filmmagazins Cinema schrieb in ihrer Kritik, der Film sei mit „prominenten Co-Stars wie John Cleese, Bai Ling und Gina Gershon besetzt“, und von Mike Binder locker, wenn auch etwas unausgegoren inszeniert und porträtiere die Traumfabrik. „Seine melancholischen, durchaus zutreffenden Reflexionen über Macht und Erfolg“ würden allerdings „durch Klamauk und Overacting konterkariert“. Fazit: „Vorhersehbare, launige Läuterungsgeschichte.“